# Pavillon de l'Étang
Le pavillon de l'Étang (ou pavillon du Roi) est un édifice de Saclay, en France.

## Généralités

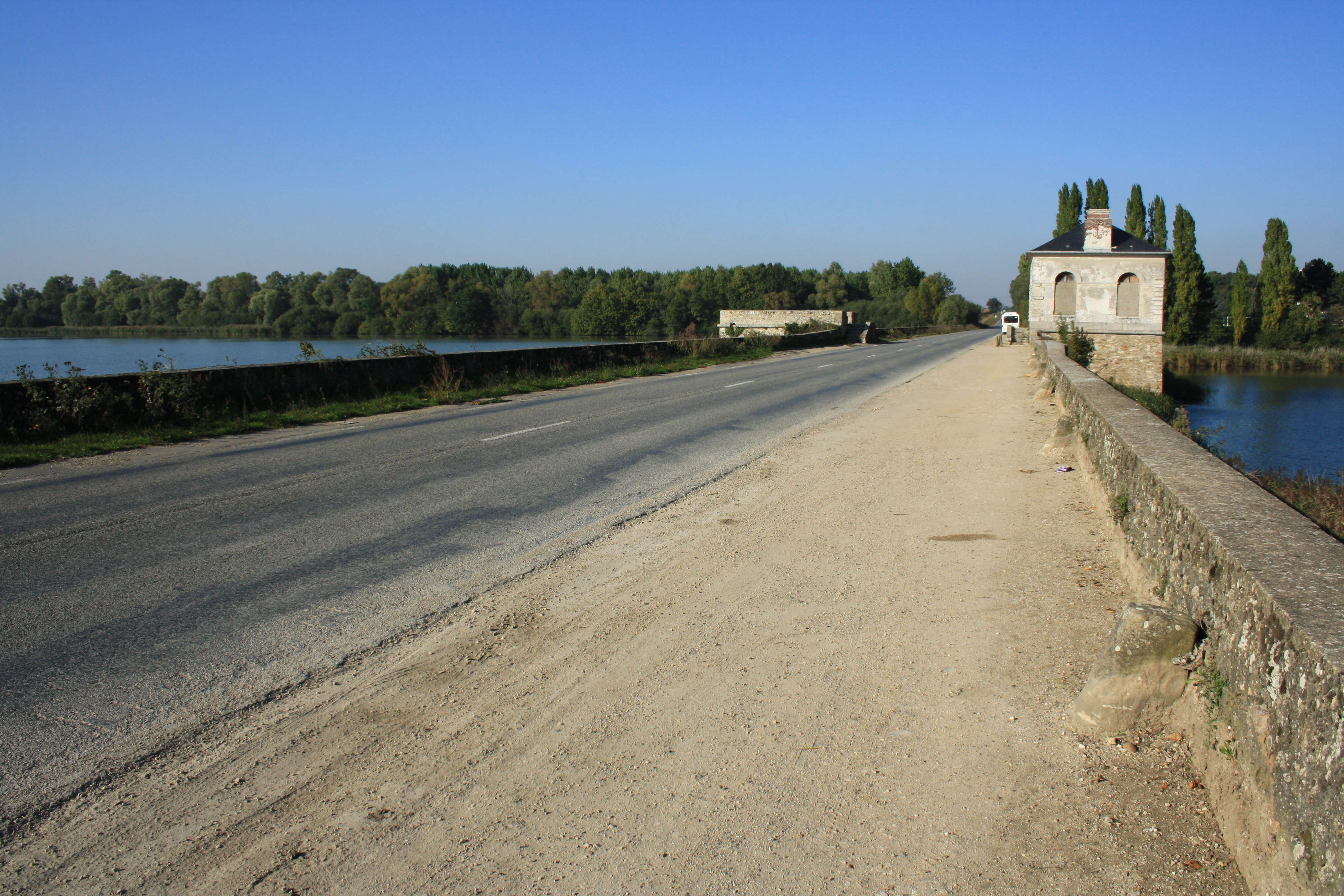
Vue du pavillon depuis la route, en direction du nord.

Le pavillon de l'Étang est érigé en Essonne, sur le territoire communal de Saclay, sur la route départementale 446 qui, à cet endroit, sert de digue et sépare les deux étangs de Saclay : l'étang Vieux à l'ouest et l'étang Neuf à l'est. L'édifice est situé à peu près à égale distance des deux rives, par delà le parapet oriental de la route, au-dessus donc de l'étang Neuf.
Le pavillon est un petit édifice carré en pierre meulière et enduit, d'environ 10 m de côté. Ses trois façades du côté de l'étang sont chacune percées de deux grandes fenêtres rectangulaires se terminant en arc ; la façade côté route comporte en son milieu une porte de forme et taille similaires. Le pavillon est surmonté d'un toit en légère pente, recouvert d'ardoises. Une cheminée s'élève sur le côté sud. Le bâtiment repose sur une base en meulière qui prend appui directement sur l'étang et permet au pavillon de se situer au niveau de la route : la porte d'entrée, légèrement plus haute, est accessible par un double petit escalier de sept marches. Sous l'escalier, une dernière petite ouverture est pratiquée, fermée par une porte en bois.
En face, de l'autre côté de la route, une construction analogue est édifiée. On y retrouve une base et un escalier d'accès identiques, mais aucun pavillon n'est bâti : à la place n'est située qu'une simple plate-forme dominant l'étang.

## Historique
Les étangs de Saclay sont agrandis et aménagés dans les années 1680, à l'époque de Louis XIV, afin d'alimenter les fontaines du jardin de Versailles : ils recueillent les eaux pluviales du plateau de Saclay et servent de réservoir avant d'alimenter Versailles par l'aqueduc de Buc,. Le pavillon est édifié à cette époque sur la digue séparant les deux étangs : il abrite alors les soupapes régulant le débit de l'étang Neuf vers l'étang Vieux,. Un pavillon analogue est construit à l'ouest de l'étang Vieux, régulant à son tour le débit de ce lac,.
Après la mort de Louis XIV, le réseau hydraulique du château de Versailles n'est progressivement plus entretenu. L'aqueduc de Buc est mis hors service dans les années 1950, l'étang Vieux se déversant alors dans la Bièvre et le ruisseau de Vauhallan.
Le pavillon de l'Étang est classé monument historique le 31 octobre 1912. Actuellement (avril 2015), les accès (portes et fenêtres) sont condamnés par de grandes plaques de ciment ; une petite porte métallique fixée dans la plaque correspondant à la porte d'entrée permet toutefois aux personnes autorisées d'y pénétrer.